# Шегарське сільське поселення
Шега́рське сільське поселення (рос. Шегарское сельское поселение) — сільське поселення у складі Шегарського району Томської області Росії.
Адміністративний центр — село Мельниково.
Населення сільського поселення становить 8532 особи (2019; 9176 у 2010, 10236 у 2002).

## Склад
До складу сільського поселення входять:
| Населений пункт         | Населення, осіб (2002) | Населення, осіб (2010) |
| ----------------------- | ---------------------- | ---------------------- |
| Мельниково, село        | 9717                   | 8377                   |
| Нащоково, присілок      | 470                    | 714                    |
| Стара Шегарка, присілок | 49                     | 85                     |